# Crooked Streets
Crooked Streets è un film muto del 1920 diretto da Paul Powell. Basato sulla storia Dinner at Eight dello scrittore Samuel Merwin, il film è interpretato da Ethel Clayton e da Jack Holt. Le scenografie sono firmate dal grande scenografo Wilfred Buckland.

## Trama
Mentre è in viaggio in Cina, dove ha accompagnato come segretaria il professor Griswold e la moglie, Gail Ellis - una giovane americana - si avventura in un quartiere dei bassifondi di Shanghai. Sfugge a un tentativo di rapimento organizzato dal suo autista, ma finisce per trovarsi in mezzo a un gruppo di marinai ubriachi. Viene salvata dall'intervento di un giovane inglese, Rupert O'Dare che la riaccompagna in albergo. Lui le confida di essere un agente britannico, messo sulle tracce dei Griswold perché, fingendo di essere interessati all'acquisto di antichi vasi cinesi, in realtà trafficano in droga. Rupert arresta la coppia e Gail gli confessa di essere pure lei un'agente dei servizi segreti, però degli Stati Uniti.

## Produzione
Il film fu prodotto dalla Famous Players-Lasky Corporation.

## Distribuzione
Distribuito dalla Paramount-Artcraft Pictures, il film - presentato da Jesse L. Lasky - uscì nelle sale cinematografiche USA l'8 agosto 1920.
Copia della pellicola viene conservata negli archivi della Library of Congress.